# Kappa Cassiopeiae
Kappa Cassiopeiae (κ Cas / 15 Cassiopeiae / HD 2905 / HR 130) és una estrella en la constel·lació de Cassiopea de magnitud aparent +4,17. És una supergegant blava de tipus espectral B1Iae.
Tot i que només és la nové més brillant de la constel·lació, Kappa Cassiopeiae és un estel extraordinàriament lluminós, unes 420.000 vegades més que el Sol. Si estiguera al centre del Sistema Solar, la Terra hauria d'estar 650 vegades més allunyada de com està avui perquè l'ésser humà poguera sobreviure. Només la gran distància que ens separa d'ella, al voltant de 4.100 anys llum, fa que no sigui una de les estrelles més brillants del firmament.
A més de ser molt calent -té una temperatura de 24.000 K-, Kappa Cassiopeiae és un estel molt massiu, amb una massa de 40 masses solars en el moment de la seva formació. Actualment, a causa del vent estel·lar de més de 1000 km/s que bufa des de la seva superfície, perd massa a raó de 2 milionèsimes de la massa solar cada any; aquesta pèrdua de massa estel·lar és més de 10 milions de vegades més gran que la causada al Sol pel vent solar. Estrelles així tenen una vida molt curta; l'edat de Kappa Cassiopeiae s'estima en uns 5 milions d'anys, i ja està en la fase final de la seva evolució, probablement transformant heli en carboni en el seu nucli. Aquest tipus d'estrelles són lleugerament variables, estant classificada com una variable Alfa Cygni. És segur el seu final com supernova i està al límit en el qual el nucli romanent estel·lar pugui col·lapsar en un forat negre.